# Ангирус
Ангирус (яп. アンギラス Angirasu)（Анкилас, Ангуирус） — вымышленный гигантский динозавр-кайдзю; второй кайдзю после Годзиллы, который появился в фильмах о Годзилле.

## Описание
Ангирус внешне отдалённо напоминает ехидну и анкилозавра. Перемещается на четырёх лапах. Тело и хвост покрыты шипастым панцирем. На носу короткий рог, напоминающий рог цератопса. На макушке располагается ещё шесть рогов, образуя подобие короны. Морда вытянутая и слегка приплюснутая спереди. Во рту располагаются острые зубы. В фильме «Годзилла снова нападает» упоминается о том, что Ангирус имеет несколько спинных мозгов, что он — пробудившийся в результате взрыва водородной бомбы ангирозавр — плотоядный анкилозавр, живший в одно время с Годзиллой. Доктор Кёхэй Яманэ зачитывает статью японского палеонтолога об ангирозавре в палеонтологической энциклопедии. На самом деле ангирозавра не существовало, он был придуман создателями фильма.

### Размеры
- Длина: 100 м (Сёва) — 160 м (Миллениум);
- Вес: 30 000 т (Сёва) — 60 000 т (Миллениум).

В фильме «Уничтожить всех монстров» было показано, как Ангирус с помощью зубов прицепился к одной из шей Кинга Гидоры, что свидетельствует о его легковесности и силе укуса.

## Способности в отдельных фильмах
Помимо постоянных возможностей Ангируса, в разных фильмах у него появляются другие способности:
- В «Годзилле против Гайгана» Ангирус может прыгать взад и вперёд, нанося удары Кингу Гидоре.
- В «Годзилле против Мехагодзиллы» Ангирус устраивает засаду Мехагодзилле под землёй.
- В «Финальных войнах» Ангирус отталкиваясь от земли может сворачиваться в шар и катиться.

## Появления
Сёва
- «Годзилла снова нападает» (1955)

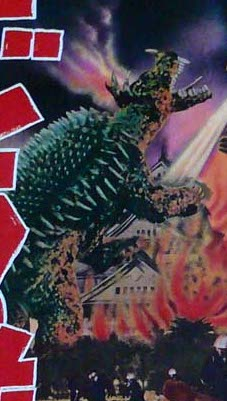
Ангирус на постере к фильму «Годзилла снова нападает»

Здесь Ангирус противопоставлялся Годзилле. Битва чудовищ происходила в Осаке. После продолжительной схватки Ангирус был убит Годзиллой. В этом фильме у Ангируса относительно худая шея, являющаяся самым слабым местом в теле этого монстра.
- «Уничтожить всех монстров» (1968)

Это второе появление персонажа. Ангирус был одним из монстров, заключённых на острове Монстрлэнд. Он помог другим монстрам одолеть посланного пришельцами Килааками Кинга Гидору.
- «Годзилла, Минилла, Габара: Атака всех монстров» (1969)

По сюжету этого фильма мальчик в своём сне попал на остров Монстров. Забравшись на дерево, он наблюдал за монстрами, населяющими остров, в том числе и за Ангирусом. В этом фрагменте использовалась нарезка из фильма «Уничтожить всех монстров».
- «Годзилла против Гайгана» (1972)

Здесь Ангирус вместе с Годзиллой был загипнотизирован с помощью сигнала, записанного на «плёнке мира». На время контроля он стал разумным существом, умеющим переговариваться с Годзиллой. Годзилла и Ангирус расправились с посланными из космоса Гайганом и Кингом Гидорой, после чего вернулись на остров Монстров.
- «Годзилла против Мегалона» (1973)

В фильме «Годзилла против Мегалона» было показано как остров Монстров был разбомблен. Вероятно, Ангирусу удалось выжить и, скорее всего, в следующем фильме, «Годзилла против Мехагодзиллы», показан тот же Ангирус .
- «Годзилла против Мехагодзиллы» (1974)

В этом фильме Ангирус встречается с Мехагодзиллой, которого первоначально принимают за настоящего Годзиллу. Мехагодзилла калечит Ангируса, разломав ему челюсти.
Миллениум
- «Годзилла: Финальные войны» (2004)

В фильме «Годзилла: Финальные войны» Ангирус был одним из монстров, контролируемых Ксиленами. Ангирус разрушал Шанхай, после чего Ксилены его телепортировали вместе с другими монстрами. Далее Ангирус участвовал в битве с Годзиллой вместе с Кингом Сизаром и гигантским птеранодоном Роданом, где был побеждён.
Другие появления
- Ангирус является одним из персонажей серии романов о Годзилле, написанной Марком Керасини.
- В одной из серий детского сериала «Billy & Mandy's Big Boogey Adventure» можно увидеть красного Ангируса и других монстров на острове Монстров. В этом сериале Ангирус обладает способностью дышать огнём.
- Ангирус является одним из монстров, содержавшихся на острове Монстров в сериале Остров Годзиллы.
- Ангирус появляется в следующих видеоиграх: Battle Soccer, Godzilla: Battle Legends, Godzilla: Destroy All Monsters Melee, Godzilla: Save the Earth, Godzilla: Giant Monster March, Godzilla: Unleashed.
- «Годзилла 2: Король монстров» (2019)

В кадре взрыва ядерной боеголовки в логове Годзиллы, можно увидеть останки титана, напоминающие Ангируса.